# キトヴォエ
キトヴォエ（ロシア語: Кито́вое）は、サハリン州択捉島の村で、クリリスクから2キロメートル離れたところに所在する。 ロシアの行政区域区分ではクリル管区に属し、 オホーツク海の沿岸に位置している。 

## 歴史
1945年まで日本の北海道に属し、内岡（なよか）と呼ばれていた。港があり、捕鯨基地として知られていた。
ソ連対日参戦後、村はソ連の統治下に置かれ、キトヴォエという現在の名称となった（「ウゴロク」という名称も提案されていた）。

## 人口
昭和13年（1938年）の日本による調査では、内岡には29戸、248人が居住していた。
2002年国勢調査によると、人口は625人（男性377人、女性248人）で、主な国籍はロシア人 （81％）。